# 宇野一
宇野 一（うの はじめ、1921年9月6日 - ）は、日本の教育者、教育評論家。
東京生まれ。1942年東京帝国大学文学部教育学科入学、1943年学徒出陣で仏印に従軍。敗戦後復学、1948年卒業。葛飾実践女学校、東京都立第九女子高校（定時制）高校、東京都立多摩高等学校、同福生分校教諭、1962年東京都立小松川高等学校定時制主事、1969年東京都立小山台高等学校教頭、東京都立竹早高等学校教頭、1975年東京都立南葛飾高等学校校長、東京都立江北高等学校校長。日本教職員組合、日本戦没学生記念会で活動した。

## 著書
- 『明日を待つ青春 夜学生の手記』学風書院 1955
- 『孤独の青春 高校生の心理』学風書院 1955
- 『学生の愛と友情』青春出版社 青春新書 1960
- 『若い人の手紙と日記の書き方』青春出版社 青春新書 1960
- 『愛と生活の設計 女性におくる 幸福人のアドバイス』文理書院 1970
- 『さまよえる愛 女子高校生の手紙』現代ジャーナリズム出版会 1972
- 『ある高校教師の覚書』明治図書出版 1973
- 『悔いなき青春 充実した高校生活を送るために』ルック社 1974
- 『高校教師三十年 青春群像を求めて』日本放送出版協会 NHKブックス 1981
- 『受験体制のなかの高校教育 高校教師はいま何をなすべきか』有斐閣新書 1981

### 編共著
- 『嵐のなかの葦 夜学生の手記』編 三一書房 1953
- 『青年の悩みに答える』編 三一新書 1958
- 『子どもとともに 中・高校生』共編著 読売新聞社 暮らしの図書室 1961
- 『若い日の一日一言』編 青春出版社 青春新書 1961
- 『女子高校生の悩み』編 三一書房 高校生新書 1965
- 『紅つばき』編 教育新聞社 1987(86年に死去した妻静枝の追悼文集)